# Cabo Verde Airlines

Ehemaliges Logo der TACV

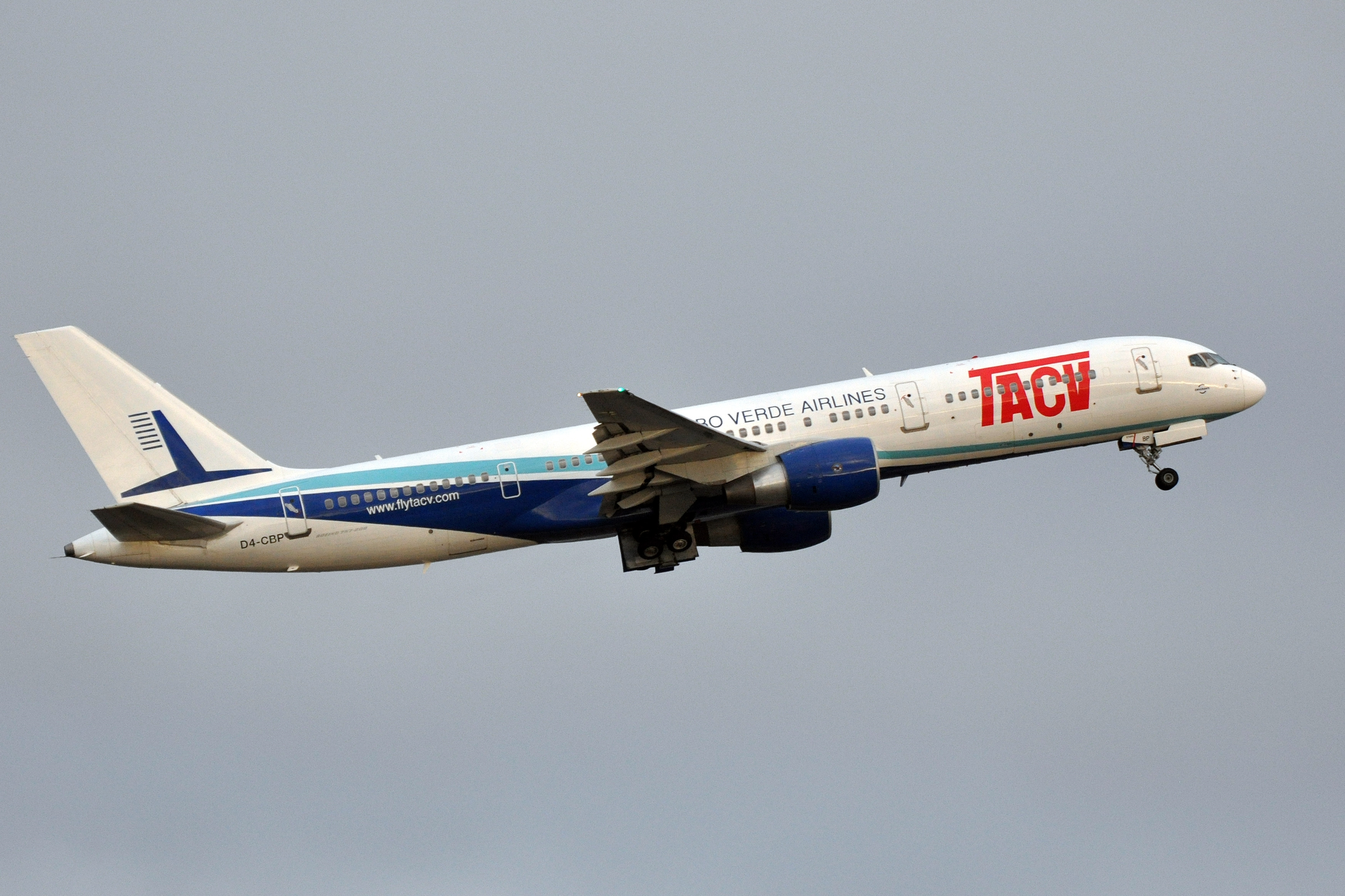
Boeing 757-200 der TACV

Cabo Verde Airlines, bis Mai 2018 TACV Cabo Verde Airlines, ist eine kapverdische Fluggesellschaft mit Sitz in Praia und Basis auf dem Amílcar Cabral International Airport auf Sal.

## Geschichte
Im Jahr 1958 gründete der portugiesische Staat die Transportes Aéreos de Cabo Verde (kurz TACV). Die Gesellschaft nahm 1959 den Flugbetrieb von Praia nach Sal und São Vicente auf. Im Jahr 1963 wurde in Kooperation mit TAP Portugal eine Verbindung nach Lissabon aufgenommen.
Nach der Unabhängigkeit Kap Verdes wandelte der Staat die Fluggesellschaft in eine Aktiengesellschaft um, die zu 100 Prozent in Staatsbesitz blieb. 2001 wurde beschlossen, die Fluggesellschaft zu privatisieren. Dieser Schritt wurde jedoch erst 2006 vollzogen.
Die Fluggesellschaft hat zum 1. August 2017 alle nationalen Verbindungen eingestellt bzw. diese an Binter CV übergeben. Gemeinsam mit einem internationalen Partner sollen, unter dem Namen TACV Internacional, in Zukunft nur noch internationale Flüge angeboten werden.

## Besitzverhältnisse
Die Fluggesellschaft steht zwischen dem 14. August 2017 und dem 13. August 2018 unter strategischer Führung der Loftleiðir Icelandic aus Island, die hierfür 925.000 Euro erhält. Im September 2018 wurde bekannt, dass Icelandair 51 Prozent der Anteile an Cabo Verde Airlines übernimmt. 39 Prozent gehören weiteren Investoren, 10 % den Angestellten. Der Transfer wurde im März 2019 abgeschlossen.

## Flugziele
TACV verband bis Ende Juli 2017 sieben der neun bewohnten Inseln von Kap Verde untereinander. 
Von Sal wurden internationale Ziele in Europa, Afrika, Südamerika und USA angeflogen (Stand: Dezember 2019). Einziges deutschsprachiges Ziel war lange Zeit München, das zunächst im Sommer 2012 durch Frankfurt abgelöst werden sollte, jedoch schließlich zum Winter 2012 eingestellt wurde.

## Flotte

### Aktuelle Flotte

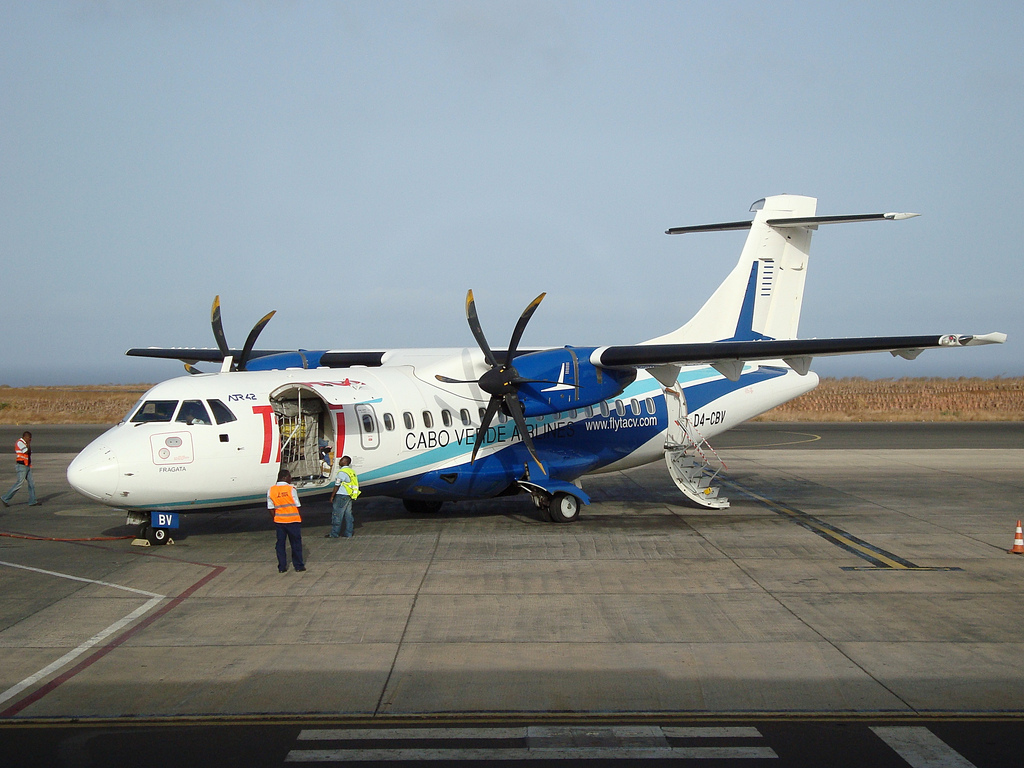
ATR 42-500 der TACV

Mit Stand Januar 2024 besteht die Flotte der TACV aus zwei Flugzeugen mit einem Durchschnittsalter von 11,3 Jahren:
| Flugzeugtyp      | Anzahl | bestellt | Anmerkungen               | Sitzplätze | Durchschnittsalter (Januar 2024) |
| ---------------- | ------ | -------- | ------------------------- | ---------- | -------------------------------- |
| Boeing 737-700   | 1      |          | mit Winglets ausgestattet | 120        | 17,6 Jahre                       |
| Boeing 737 MAX 8 | 1      |          |                           | - offen -  | 5,0 Jahre                        |
| Gesamt           | 2      |          |                           |            | 11,3 Jahre                       |

### Ehemalige Flugzeugtypen
- ATR 42
- ATR 72
- Boeing 737-300/800
- Boeing 757-200
- de Havilland Canada DHC-6 Twin Otter

## Zwischenfälle

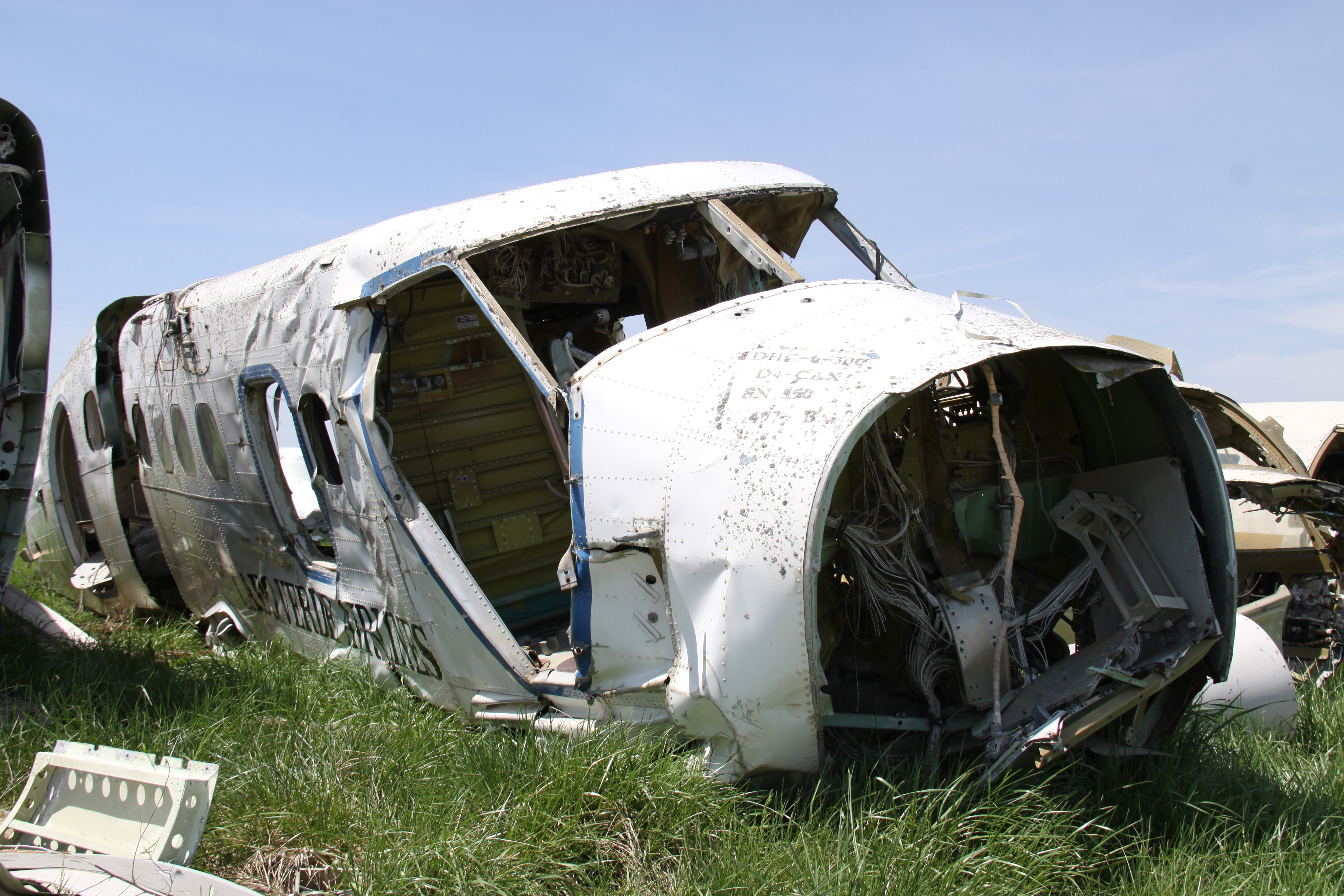
Die verunglückte De Havilland Canada DHC-6 (Kennzeichen D4-CBC)

TACV verzeichnete in ihrer Geschichte mehrere Zwischenfälle, davon die folgenden zwei mit Todesopfern:
- Am 28. September 1998 verunglückte die De Havilland Canada DHC-6 (Kennzeichen D4-CAX) unterwegs von Preguiça nach Praia bei der Landung während eines Sturmes. Von den 22 Personen im Flugzeug kam ein Leibwächter von Carlos Veiga ums Leben.[11]

- Am 7. August 1999 verunglückte die Dornier 228-201 (Kennzeichen D4-CBC) der Küstenwache der Streitkräfte Kap Verdes unterwegs von São Pedro nach Ponta do Sol. Die Dornier 228 wurde anstelle der auf dieser Strecke sonst regulär eingesetzten DHC-6 der TACV eingesetzt, weil die DHC-6 an diesem Tag aufgrund von technischen Problemen nicht fliegen konnte. Aufgrund von schlechtem Wetter entschied sich der Pilot nach São Pedro zurückzufliegen, wo das Flugzeug aber in einen Hügel flog. Bei dem Unglück starben alle 18 Personen an Bord.[12]